# 毛淡棉
毛淡棉（缅甸语委转写：、發音：[mɔ̀ləmjàiɴ mjo̰]；Mon：、發音：[mo̤t məlɜ̤m]）舊稱「摩棉」，座落於仰光市東南面300公里的薩爾溫江入海處，人口约30万，乃緬甸第四大城市。在1826年至1852年間曾為英屬緬甸的首府。該市是缅甸東南部的貿易與航運重鎮，也是孟邦的首府和最大城市。

## 詞源與傳說
該市名稱「毛淡棉」一詞取自孟语原名「摩棉」（緬甸語：、[mòt məlɜ̀m]），意為“毀傷之目”。

## 交通
- 毛淡棉車站